# John William Maloney
Pour les articles homonymes, voir John Maloney et Maloney.
John William Maloney (1883-1954) est un marchand et un homme politique canadien du Nouveau-Brunswick.

## Biographie
John William Maloney naît le 22 août 1883 à Nelson, aujourd'hui un quartier de Miramichi, au Nouveau-Brunswick. 
Tout en étant marchand de bois, il devient conseiller municipal de la ville de Newcastle de 1930 à 1933 puis maire de cette même ville de 1935 à 1936. Il se lance également en politique fédérale en 1940 en briguant le siège de député de la circonscription de Northumberland mais est battu par Joseph Leonard O'Brien. Il remporte toutefois les élections suivantes et est élu le 11 juin 1945 face au même candidat, sous l'étiquette libérale.
John William Maloney meurt le 3 juin 1954. 